# عبد الله الخازن
عبد الله الخازن كان قائدًا عسكريًا مسلمًا خدم الإخشيديين في مصر.
في عام 956/7، غزا مدينة إبريم في النوبة، وفي أعوام 956/7، و960/1، و964/5 قاد غارات بحرية فاشلة ضد الإمبراطورية البيزنطية، وكانت آخرها مع أسطول في الشام. وفي وقت ما بين الغزوتين الأخيرتين شارك أيضًا، بصفته نائبًا للقائد، في غارة أخرى قادها أبو الفرج الطرسوسي.